# Mölnlycke företagspark
Mölnlycke företagspark är en företagspark belägen vid norra infarten till Mölnlycke i direkt anslutning till Riksväg 40. Cirka nio minuters bilväg från Göteborgs centrum och från Göteborg-Landvetter flygplats.
Bland de större arbetsgivarna i företagsparken finns Emerson, Exide, Frontside Electronics, Federal Mogul (tidigare Daros), Elanders, Breas och Christian Berner och Seafood Supply.